# B3-21

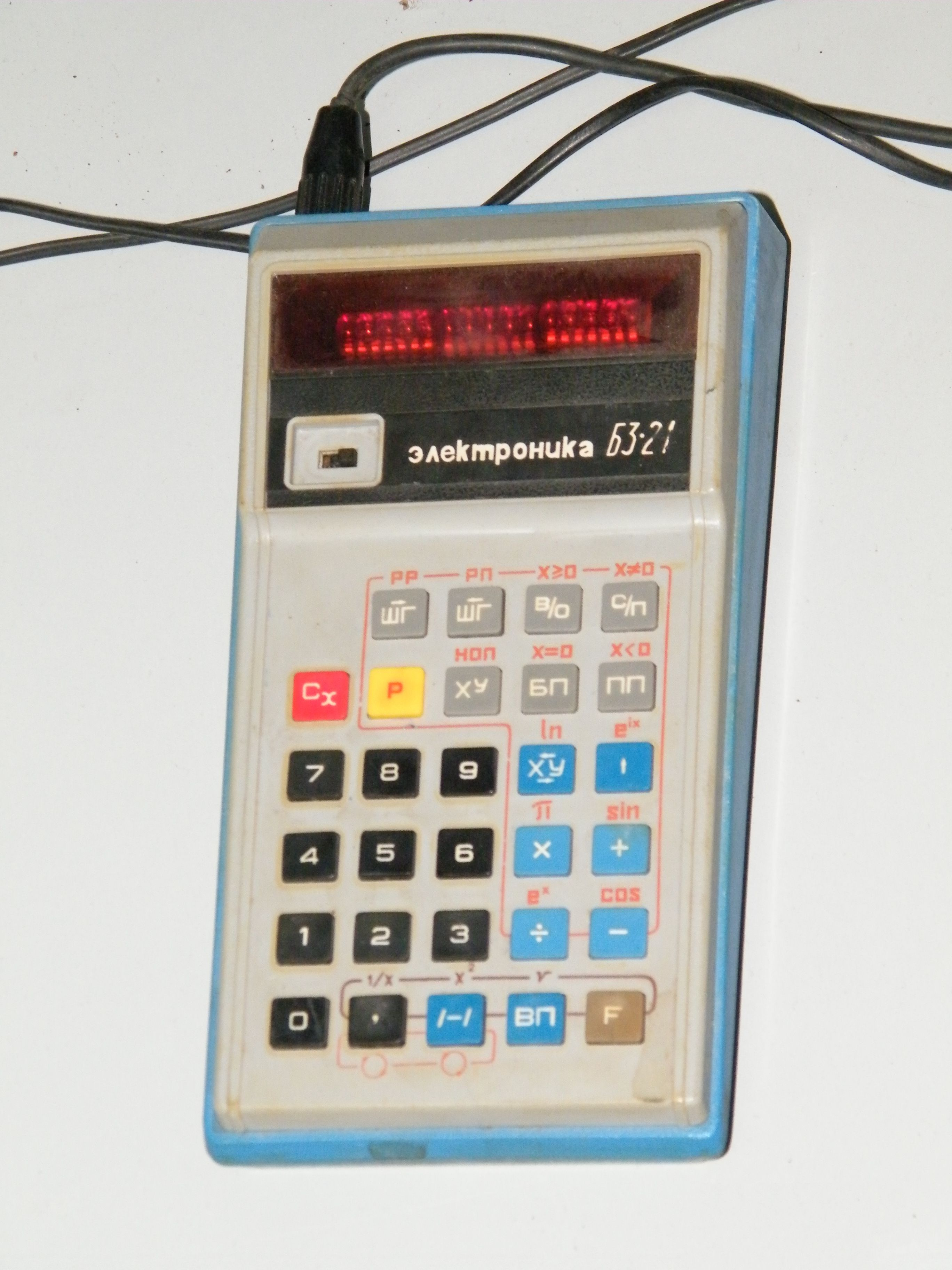
B3-21 LEDタイプ

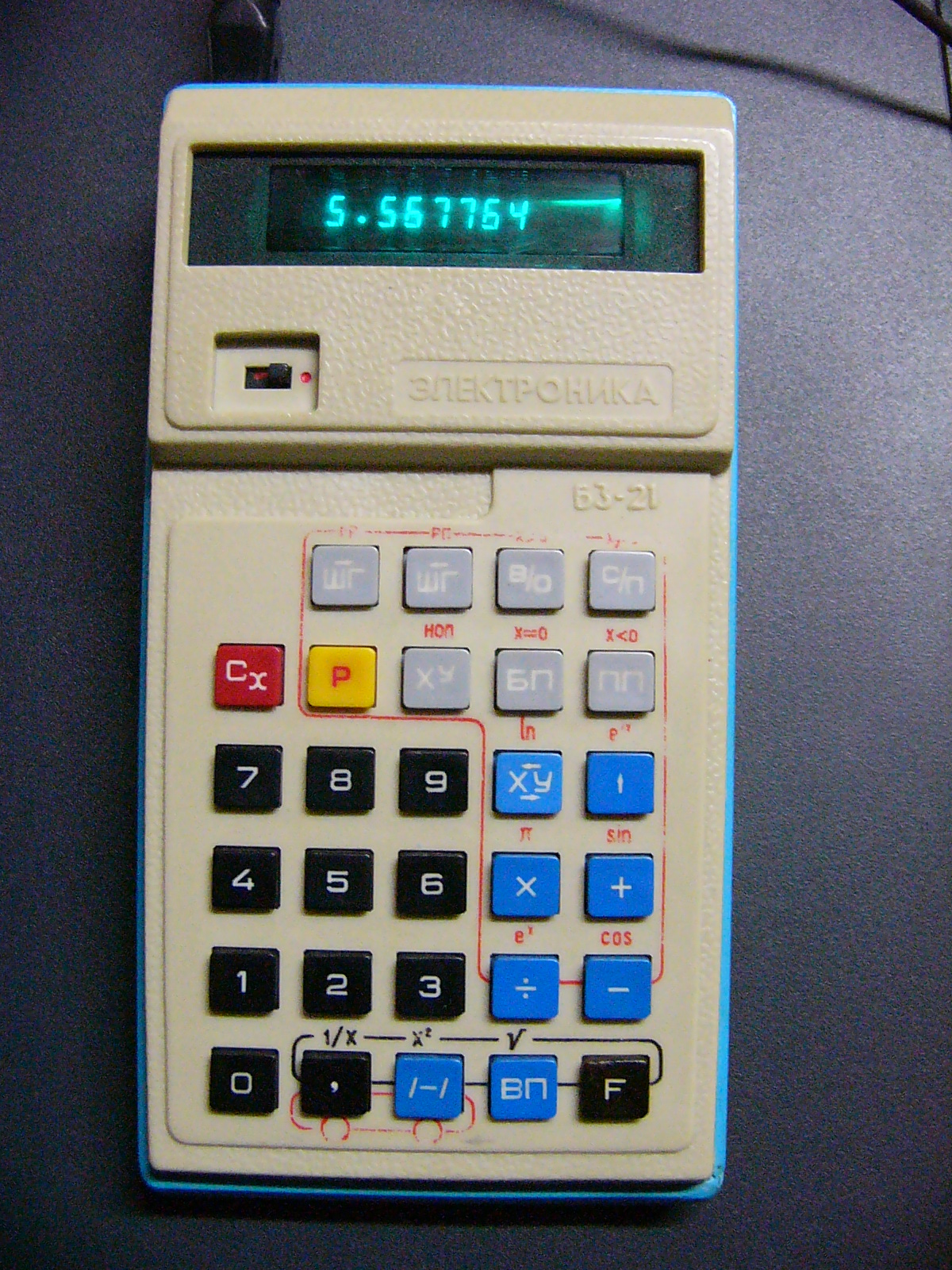
B3-21 VFDタイプ

B3-21（「ベートゥロイカドゥヴァーツァチアジーン」あるいは「ベートゥロイカドゥヴァーアジーン」）またはエレクトロニカ B3-21（ロシア語: Электроника Б3-21、英語: Elektronika B3-21）は、1977年から1981年まで旧ソビエト連邦で製造されていたプログラム電卓である。

ロシア語の型名「Б3-21」の「Б」（ベー）は家庭用機器(бытовая техника)を表している。「3」は電卓に割り当てられた番号であり、「21」がモデル番号となっている。

## 概要
B3-21は、2レベル(«X»,«Y»)のスタックを持つ逆ポーランド記法電卓であり、それとは別に7レベル(«X»,«C1»...«C6»)のリングスタック（環状スタック）を持つことが特徴である。両スタックは第1レベル(«X»)を共用しており、その第1レベルスタックは置数レジスタも兼ねている。また、スタックとは別に独立メモリも7組(«2»...«8»)用意されており、[P]+[2]...[8]でメモリに書き込み、[F]+[2]...[8]でメモリから読み出すことができる。
リングスタックは、概念的には7連発式回転式拳銃の弾倉のような構造をしており、[P]+[,]キー（右回転）と[P]+[/-/]キー（左回転）で目的のスタックを呼び出す仕組みとなっている。
B3-21に特徴的なものとして正弦と余弦を同時に計算する機能がある。置数レジスタ(«X»)に角度θをラジアンで置数しておき、[P]+[eix]キーを押すと«X»レジスタに余弦(cosθ)が、«Y»レジスタに正弦(sinθ)が求められる。この状態で[÷]キーを押すと正接(tanθ)を求めることができる。

## プログラミング
B3-21は、キーストローク方式のプログラミングが可能であり、最大60ステップまでのプログラムを組むことができる。プログラムの各ステップを識別するアドレス番号は連続しておらず、次のような00から95までの非連続整数である。
```
00 01 02 03 04 05 10 11 12 13 14 15
20 21 22 23 24 25 30 31 32 33 34 35
40 41 42 43 44 45 50 51 52 53 54 55
60 61 62 63 64 65 70 71 72 73 74 75
80 81 82 83 84 85 90 91 92 93 94 95
```

分岐命令でアドレス番号を入力する際にこの番号を直接指定することはできず、難解なキーコードで指定しなければならない。例えば、アドレス指定として[0]、[1]...[9]キーを押すと、アドレス番号としてそれぞれ、「04」、「14」...「94」が入力され、[F]+[1/x]キーを押すと「45」が入力され、[P]+[eix]キーを押すと「03」が入力される。